# Myophthiria neocaledonica
Myophthiria neocaledonica är en tvåvingeart som beskrevs av Maa 1980. Myophthiria neocaledonica ingår i släktet Myophthiria och familjen lusflugor. Inga underarter finns listade i Catalogue of Life.